# Le Péril jaune
Pour l’article homonyme, voir Péril jaune (homonymie).
Albums par Indochine
L'Aventurier
(1982) 3
(1985)
Singles
1. Miss Paramount / Pavillon Rouge
Sortie : novembre 1983
2. Kao Bang / Okinawa
Sortie : mai 1984

Le Péril jaune est le deuxième album studio du groupe français Indochine.
Enregistré au Jacob's Studio de Farnham (Angleterre) en octobre 1983, il sort le 28 novembre 1983 et s'écoule à plus de 225 000 exemplaires grâce aux singles Miss Paramount et Kao Bang. Il connaît notamment le succès en Suède où il atteint la 9e place des ventes.
Il fut enregistré sous la pression de leur maison de disques qui souhaitait une sortie pour les fêtes de fin d'année après le succès de L'Aventurier. Certains titres souffrent, selon le groupe, d'un mixage approximatif dû à des pannes répétitives de la console digitale et au refus de leur producteur de leur accorder plus de temps en studio. 
Dans la lignée directe de leur premier album, ce disque plonge l'auditeur dans un univers asiatique et cinématographique très marqué. Les textes sont construits comme des petits scénarios très visuels, dont plusieurs font référence à des films tels que Razzia sur la chnouf, Krakatoa à l'est de Java, Satan, mon amour ou Le Monstre du train.
La geisha stylisée de la pochette deviendra l'image forte du groupe en étant utilisée pour le décor de la tournée, imprimée sur les tee-shirts, les badges et les affiches.
Comme les neuf premiers albums du groupe, Le Péril jaune est ressorti en vinyle en 2015 puis en CD en 2017, avec une nouvelle remastérisation en full analog réalisée par Chab. 

## Liste des titres
| 1.    | Le Péril jaune (Ouverture) |               | Nicola Sirkis     | 0:52 |
| 2.    | La Sécheresse du Mékong    | Nicola Sirkis | Dominique Nicolas | 3:29 |
| 3.    | Razzia                     | Nicola Sirkis | Dominique Nicolas | 3:39 |
| 4.    | Pavillon Rouge             | Nicola Sirkis | Dominique Nicolas | 3:08 |
| 5.    | Okinawa                    | Nicola Sirkis | Dominique Nicolas | 4:53 |
| 6.    | Tankin                     |               | Dominique Nicolas | 2:17 |
| 7.    | Miss Paramount             | Nicola Sirkis | Dominique Nicolas | 3:02 |
| 8.    | Shanghaï                   | Nicola Sirkis | Dominique Nicolas | 2:41 |
| 9.    | Kao-Bang                   | Nicola Sirkis | Dominique Nicolas | 5:30 |
| 10.   | À l'est de Java            | Nicola Sirkis | Dominique Nicolas | 5:03 |
| 11.   | Le Péril Jaune (Fermeture) |               | Nicola Sirkis     | 1:34 |
| 34:08 |                            |               |                   |      |

## Crédits
- Enregistré et mixé au Jacob's Studio à Farnham Angleterre en octobre 1983
- Ingénieurs du son : Simaen Scholfield et Mark Stent
- Programmation Linn drum et synthétiseur : Philippe Eidel
- Production réalisation : Simaen Scholfield et Indochine
- Producteur exécutif : Didier Guinochet
- Conception pochette : Marion Bataille